# Denïs Şçetkïn
Denïs Aleksandrovïç Şçetkïn (in kazako Денис Александрович Щеткин?, in russo Денис Александрович Щеткин?, Denis Aleksandrovič Ščetkin; 14 settembre 1982) è un calciatore kazako, centrocampista del Qızıljar.